# خالد سرور
خالد سرور، لاعب كرة قدم سعودي سابق، لعب مع نادي الشباب السعودي، كما لعب مع منتخب السعودية لكرة القدم.

## كأس الخليج 1976
و قد سجل هدف في مرمى منتخب العراق لكرة القدم، وقد سجل هدف في مرمى منتخب عمان لكرة القدم، وقد سجل هدف في مرمى منتخب الكويت لكرة القدم.